# پیر (بافت)
پیر (بافت)، روستایی از توابع بخش خبر شهرستان بافت در استان کرمان ایران است.تاریخ این روستا ب قبل ازمیلاد مسیح برمی گردد،،وآثارباستانی زیادی کشف شده است وبخاطر تاریخ کهن پیرنام گرفته است،روستای سرسبز ومهاجر پذیروسالانه میزبان بسیاری ازمردم استان هرمزگان وکرمان می باشد.
طبق مطالعه ژنتیک انجام از چند اعضاء از ایل منتسب به کرد شهرستان بابل مشخص شد‌که نمونه ژنوم آنها با فاصله ژنی ۴.۷۶ در استان کرمان شهربافت و روستای پیر کرمان مطابقت بسیاری دارد. طبق همین‌ مطالعه ژنی، آنها از طوایف کرد های ترکیه محصوب می شدند که از زمان های صفویه تا افشاریه به این منطقه کوچ‌داده شده اند. 

## جمعیت
این روستا در دهستان گوشک قرار دارد و براساس سرشماری مرکز آمار ایران [[سرشماری عمومی نفوس و مسکن(۱۳۹۵)جمعیت۲۵۰خانوار۱۵۰۰نفرمی باشد